# Kepler-48b
Kepler-48b es un planeta extrasolar que forma parte un sistema planetario formado por al menos cuatro planetas. Orbita la estrella denominada Kepler-48, situada en la constelación del cisne. Fue descubierto en el año 2012 por la satélite Kepler por medio de tránsito astronómico.